# معاهده پلوسا
معاهده پلوسا یا صلح پلوسا (روسی: Плюсское перемирие، سوئدی Stilleståndsfördrag vid Narva å och Plusa) قرارداد صلحی بود که پس از پایان جنگ لوونی در سالهای (۱۵۸۳-۱۵۵۸) بین کشورهای روسیه و سوئد برقرار شد. این معاهده در تاریخ ۱۰ اوت ۱۵۸۳ کنار رودخانه پلوسا، واقع در شمال شهر پسکوف به امضای دو طرف رسید. این قرارداد تا تاریخ ۱۵۸۶ دارای اعتبار بود. بنابراین معاهده شهرهای ایانگورود، کینگیسپ، و کوپوریه به سوئد تعلق می‌گرفت و روسیه مسیری باریک برای دسترسی یه دریای بالتیک را در اختیار داشت.
در سال ۱۵۹۰ با تمام شدن اعتبار این معاهده روسیه به سوئد حمله کرد. در ابتدای سال ۱۵۹۳ مذاکرات صلح خود را که به مدت دو سال به طول انجامید آغاز کردند. در نهایت دو کشور معاهده تئوسنیا را در سال ۱۵۹۵ امضا کردند.